# Klaus Grote

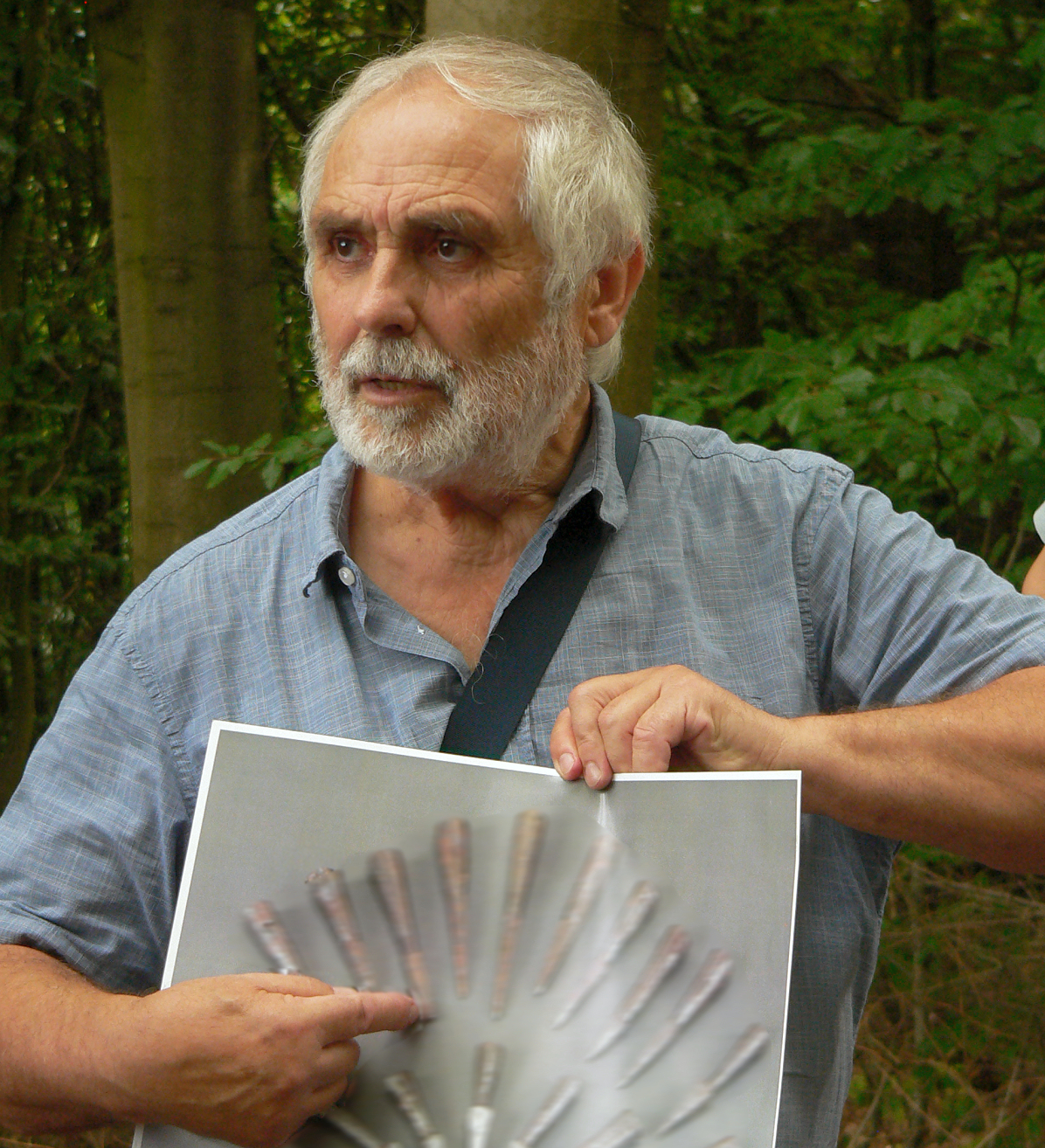
Klaus Grote, 2023

Klaus Grote (* 12. September 1947) ist ein deutscher Prähistorischer Archäologe. Grote war bis Ende Oktober 2012 Leiter der archäologischen Denkmalpflege für den Landkreis Göttingen.

## Leben
Grote studierte Ur- und Frühgeschichte an der Universität Göttingen. Er schrieb seine Magisterarbeit 1975 über das südniedersächsische Bergland-Mesolithikum. 
Von 1977 bis 1979 war er im Institut für Denkmalpflege (Archäologie) in Hannover tätig. Von 1979 bis 2012 war er Leiter der archäologischen Denkmalpflege für das Kreisgebiet Göttingens. 
1994  verfasste Grote seine Dissertation an der Universität Hamburg über die urgeschichtliche Besiedlung unter den Abris im Buntsandsteingebiet bei Göttingen. Im Rahmen des der Dissertation vorausgegangenem Forschungsprojektes untersuchte er unter anderem das Abri IX am Bettenröder Berg. Weitere von ihm behandelte Themen sind unter anderem mesolithische und steinzeitliche Fundstellen (Kupferaxt von Reiffenhausen), Wüstungen (Vriemeensen), Burgen (Lippoldsburg) sowie Kirchen (Kirchenruine St. Laurentius) und Klöster (Kloster Reinhausen).   
Im Jahre 1997 erhielt Grote den Förderpreis der „Dr. Helmut und Hannelore Greve Stiftung für Wissenschaften und Kultur“. Grote gelang ab 1998 der Nachweis des Römerlagers Hedemünden, das als das nördlichste bekannte römische Militärlager in Deutschland gilt, und schließlich 2007 des dazugehörigen Außenpostens Kring.

## Schriften und Werke
- mit Heinz-Dieter Freese: Die Felsschutzdächer (Abris) im südniedersächsischen Bergland – Ihre archäologischen Funde und Befunde. In: Nachrichten aus Niedersachsens Urgeschichte. 51, ISSN 1437-2177, 1982, S. 17–70.
- mit Sven Schütte: Stadt und Landkreis Göttingen (= Führer zu archäologischen Denkmälern in Deutschland. 17). Theiss, Stuttgart 1988, ISBN 3-8062-0544-2.
- Urgeschichtlich besiedelte Felsdächer (Abris). In: Klaus Grote: 10 Jahre Kreisarchäologie Göttingen (= Veröffentlichungen des Braunschweigischen Landesmuseums. 55, ZDB-ID 1198674-8). Braunschweigisches Landesmuseum, Braunschweig 1989, S. 8–11.
- Die Buntsandsteinabris im südniedersächsischen Bergland. In: Die Kunde. NF 39, 1988, S. 1–43.
- Die Abris im südlichen Leinebergland bei Göttingen. Archäologische Befunde zum Leben unter Felsschutzdächern in urgeschichtlicher Zeit (= Veröffentlichungen der Urgeschichtlichen Sammlungen des Landesmuseums zu Hannover. 43). 3 Teile. Isensee, Oldenburg 1994, ISBN 3-89442-172-X (Zugleich: Hamburg, Universität, Dissertation, 1994).
- Neue Aspekte zu Burgen des Frühmittelalters in Südniedersachsen. In: Südniedersachsen. 3, 1995, ISSN 0931-1769, S. 73–79.
- Vom Leben unter Felsschutzdächern. Jäger und Sammler in Südniedersachsen am Ende der letzten Eiszeit. In: EisZeit. Das große Abenteuer der Naturbeherrschung. Thorbeckeu. a., Stuttgart 1999, ISBN 3-7995-3663-9, S. 223–239, (Begleitbuch zur gleichnamigen Sonderausstellung).
- Stützpunkt der römischen Expansionspolitik. Das Römerlager bei Hedemünden an der Werra. Ein Vorbericht. In: Göttinger Jahrbuch. 52, 2004, ISSN 0072-4882, S. 5–12.
- Römer an der Werra. Das Militärlager bei Hedemünden im südlichen Niedersachsen. In: Archäologie in Niedersachsen. 8, 2005, S. 113–117.
- Römerlager Hedemünden. Vor 2000 Jahren: Römer an der Werra. Ein herausragendes archäologisches Kulturdenkmal und seine Funde (= Sydekum-Schriften zur Geschichte der Stadt Münden. 34). Heimat- und Geschichtsverein Sydekum, Hann. Münden 2005, ISBN 3-925451-35-8 (Begleitbuch zur gleichnamigen Sonderausstellung).
- Das Römerlager im Werratal bei Hedemünden (Ldkr. Göttingen). Ein neuentdeckter Stützpunkt der augusteischen Okkupationsvorstöße im rechtsrheinischen Germanien. In: Germania. Bd. 84, Halbbd. 1, 2006, S. 27–59.
- Römerlager Hedemünden. Der augusteische Stützpunkt, seine Außenanlagen, seine Funde und Befunde (= Veröffentlichungen der archäologischen Sammlungen des Landesmuseums Hannover. 53). Sandstein Kommunikation, Dresden 2012, ISBN 978-3-9549800-3-1.